# Edith Heard
Edith Heard (1965) è una genetista francese naturalizzata britannica, ricercatrice specializzata in epigenetica e da gennaio 2019 direttrice generale del Laboratorio Europeo di Biologia Molecolare (EMBL).
È anche professoressa al Collège de France, dove ricopre la cattedra di epigenetica e memoria cellulare. Dal 2010 al 2018, Heard è stata Direttrice del Dipartimento di genetica e biologia dello sviluppo presso l'Istituto Curie di Parigi. Heard è nota per i suoi studi sull'inattivazione del cromosoma X.

## Biografia

### Gli studi
Heard si è laureata in Scienze Naturali (Genetica) presso l'Università di Cambridge come studentessa dell'Emmanuel College di Cambridge, laureandosi nel 1986. Nel 1990 ha ottenuto un dottorato di ricerca presso l'Imperial College London  per la ricerca sull'amplificazione genica nelle cellule di ratto mentre lavorava presso l'Imperial Cancer Research Fund Laboratory a Londra, Regno Unito.

### Carriera e ricerca
Le principali aree di ricerca di Heard includono la genetica, l'epigenetica e la biologia dello sviluppo, in particolare concentrandosi sull'inattivazione del cromosoma X, che si verifica quando una delle due copie dei cromosomi X nelle femmine di mammifero è inattivata. Il suo lavoro su questo processo è iniziato negli anni '90 durante il suo post-dottorato nel laboratorio di Philip Avner presso l'Istituto Pasteur. Dopo essere entrata a far parte del CNRS, ha continuato a lavorare sull'inattivazione dell'X, effettuando studi funzionali sulla regione di inattivazione dell'X che regola l'inizio dell'inattivazione dell'X. Nel 2000, Heard ha trascorso un anno come ricercatrice in visita nel gruppo di David Spector al Cold Spring Harbor Laboratory dove ha scoperto alcuni dei primi cambiamenti della cromatina nel processo di inattivazione dell'X.
Heard ha aperto il suo laboratorio presso l'Istituto Curie nel 2001. Tra i suoi contributi, il suo gruppo ha mostrato che l'inattivazione del cromosoma X avviene non una, ma due volte, durante lo sviluppo: prima in tutte le cellule destinate alla costruzione della placenta, poi di nuovo in alcune cellule inviate per costruire l'embrione.
Heard ha sviluppato potenti tecniche unicellulari che consentono l'analisi di embrioni fissi e viventi e di cellule staminali embrionali. Queste tecniche hanno portato a una delle sue principali scoperte, dimostrando che l'inattivazione dell'X è un processo altamente dinamico durante l'embriogenesi precoce e rivelando le principali differenze nelle strategie di inattivazione dell'X in diversi mammiferi, dal topo all'uomo. Heard ha anche svolto un lavoro pionieristico rivelando che, oltre alle modificazioni epigenetiche, l'organizzazione cromosomica e la compartimentazione nucleare sono attori importanti nell'avvio e nel mantenimento dell'inattivazione dell'X. Grazie agli studi sul centro di inattivazione X, il gruppo Heard ha anche rivelato l'esistenza di Topologically Associating Domains (TAD) in collaborazione con Job Dekker.
Heard è stata Professore al Collège de France, ricoprendo la Cattedra di Epigenetica e Memoria Cellulare, e dal 2010 al 2018 è stata direttrice del dipartimento di Genetica e Biologia dello Sviluppo presso l'Institut Curie di Parigi. Lei e il suo laboratorio si sono trasferiti a EMBL nel 2019. Nel 2016, Heard è stata coinvolta nella creazione di un programma del governo francese per sostenere gli scienziati sfollati a causa di guerre o conflitti: il Program d'aide à l'accueil en urgence des scientifiques en exil (PAUSE).
Nel giugno 2017 Heard è stata nominata come quinto direttore generale del Laboratorio europeo di biologia molecolare, ed è entrata in carica nel gennaio 2019. È membro del consiglio scientifico dell'Organizzazione mondiale della sanità (OMS) dal 2021.
Heard è membro del comitato consultivo scientifico del Centro nazionale francese per la ricerca scientifica, del Centro di ricerca e innovazione biotecnologica (Copenaghen, Danimarca), dell'Istituto di biologia molecolare e biotecnologia (Creta, Grecia) e del Francis Crick Institute.

### Vita privata
Heard è sposata con il biologo molecolare francese Vincent Colot. Hanno due figli.

## Premi e riconoscimenti
Nel 2017, Heard ha ricevuto l'Inserm Grand Prix per il suo lavoro sull'epigenetica. Nel 2013 è stata eletta Fellow della Royal Society (FRS) in riconoscimento delle sue scoperte nell'epigenetica. La sua nomina recita:
Heard ha fatto diverse scoperte rivoluzionarie nell'epigenetica, attraverso i suoi studi sull'inattivazione del cromosoma X, uno dei principali processi di compensazione del dosaggio genico nei mammiferi. Heard ha sviluppato potenti tecniche unicellulari che consentono l'analisi di embrioni fissi e viventi e di cellule staminali embrionali. Questi hanno portato a una delle sue principali scoperte, dimostrando che l'inattivazione dell'X è un processo altamente dinamico durante l'embriogenesi precoce e rivelando le principali differenze nelle strategie di inattivazione dell'X in diversi mammiferi, dal topo all'uomo. Heard ha anche svolto un lavoro pionieristico rivelando che oltre alle modificazioni epigenetiche, l'organizzazione cromosomica e la compartimentazione nucleare sono attori importanti nell'avvio e nel mantenimento dell'inattivazione dell'X.
Nel 2011, Heard ha ricevuto il Grand Prix della Fondation pour la recherche médicale. Nel 2009 ha ricevuto il Premio Jean Hamburger . Nel 2005, Heard ha vinto il premio FSER. Heard è membro EMBO dal 2005 e ha vinto il Suffrage Science award nel 2012. Ha ricevuto l'European Society for Human Genetics Award nel 2017 e l'Hansen Family Award nel 2019.
Nel 2020 è stata insignita del Premio L'Oréal-UNESCO For Women in Science e nell'aprile 2021 è stata nominata membro del Consiglio scientifico dell'Organizzazione mondiale della sanità, ed eletta anche membro straniero della National Academy of Science. Nel 2021 è stata eletta all'Accademia Nazionale delle Scienze tedesca Leopoldina . Nell'ottobre 2021 è stata eletta membro internazionale della National Academy of Medicine . Nel maggio 2022 è stata nominata membro della Royal Danish Academy of Science and Letters . Nel luglio 2022 la Pontificia Accademia delle Scienze ha annunciato la nomina di Heard a membro.